# اویگن باومان
اویگن باومان (آلمانی: Eugen Baumann؛ ۲۷ دسامبر ۱۸۴۶ – ۳ نوامبر ۱۸۹۶) یک شیمی‌دان در زمینه شیمی آلی و زیست‌شیمی اهل آلمان بود.